# Villa Medici

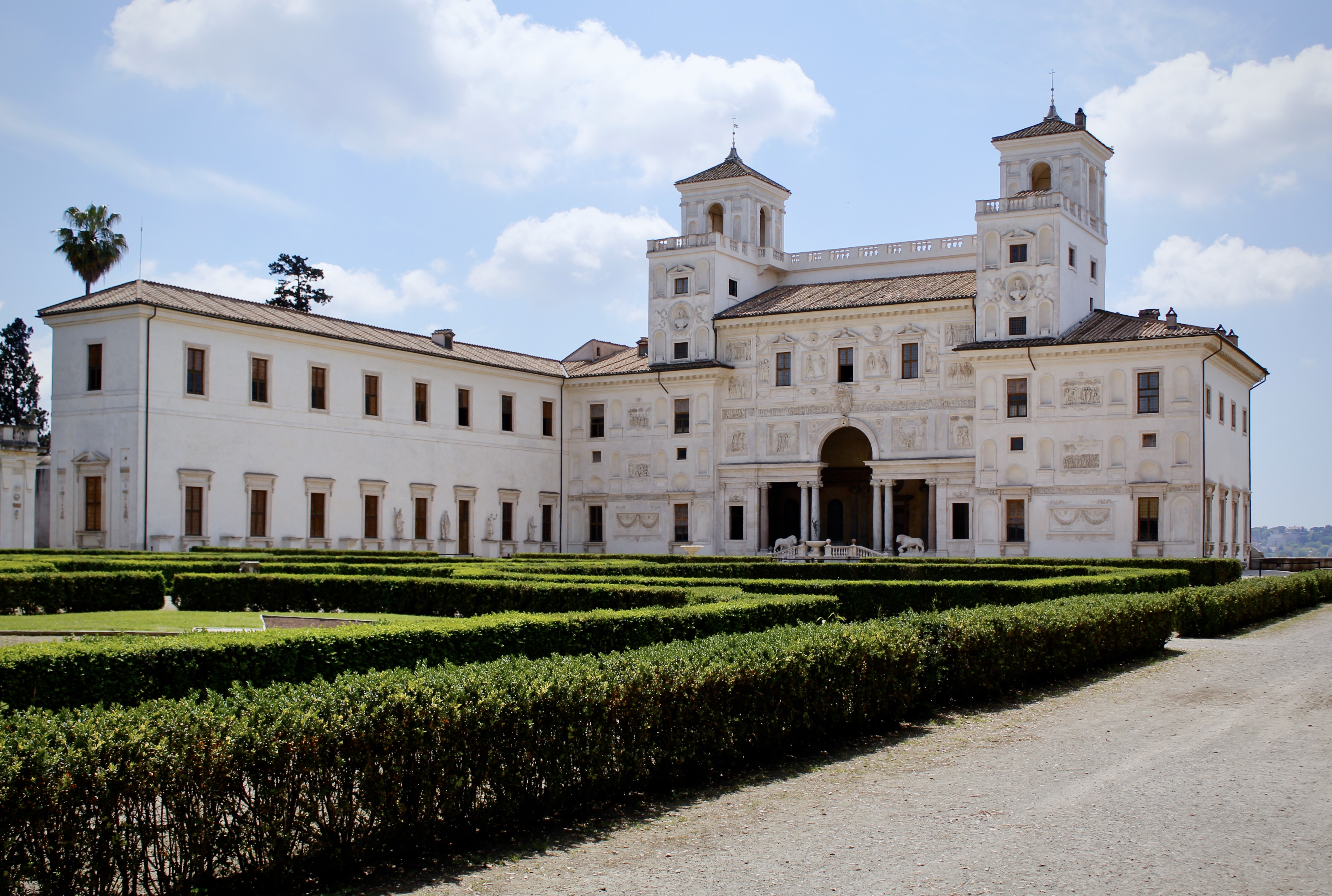
Villa Medici

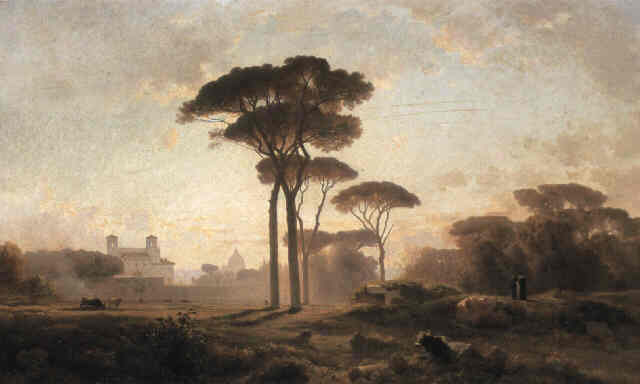
De Villa Medici in haar omgeving, door Jean-Achille Benouville, 1864

De Villa Medici is een groot landhuis, gebouwd door Ferdinando I de' Medici, groothertog van Toscane, aan het eind van de 16e eeuw op de plaats waar in de Romeinse tijd de Tuinen van Lucullus lagen. De villa is gelegen op de heuvel Pincio, vlak ten noorden van de oude binnenstad van Rome, niet ver van de Spaanse Trappen en de Piazza di Spagna.
In 1803 stichtte Napoleon een vestiging van de Franse Academie in de Villa Medici. Jonge Franse kunstenaars die de Prix de Rome hebben gewonnen worden er gehuisvest voor een werkperiode in Rome. Sinds 1968 worden er behalve beeldend kunstenaars ook andere cultuurdragers gehuisvest zoals schrijvers, archeologen en zelfs koks.
In de Villa Medici worden diverse klassieke beeldhouwwerken bewaard zoals het Hoofd van Meleager. Op het domein staat ook de Fontein met Mercurius van de hand van de Vlaamse beeldhouwer Jean Boulogne. Centraal in een marmeren kuip staat de god Mercurius met de caduceus.